# Haiduta
Haiduta (Хайдута), indtil 1989 Haramijata (Харамията), også kendt som Tjirnata-klippen (Църната скала), er en 2464 m høj bjergtop i den nordvestlige del af bjergkæden Rila i Bulgarien.
Bjergtoppen knejser over Rilasøerne og Bliznakov-søen,  på vandskellet mellem Sorte Iskar og Djerman.
Toppen er skarp og stenet og har stejle skrænter mod øst og nordøst, dækket med bjergfyr. Klippen er dannet i Proterozoikum.

## Galleri
- Bliznakov-søen med Haiduta
- Udsigt fra toppen
- Søerne ved Haiduta